# Parapachycerina cuneifera
Parapachycerina cuneifera är en tvåvingeart som först beskrevs av Kertesz 1913.  Parapachycerina cuneifera ingår i släktet Parapachycerina och familjen lövflugor.
Artens utbredningsområde är Taiwan. Inga underarter finns listade i Catalogue of Life.